# Gerald Messlender
Gerald Messlender (né le 1er octobre 1961 à Baden en Autriche et mort le 20 juin 2019 à Guntramsdorf (Autriche)) est un footballeur international autrichien qui évoluait au poste de défenseur.

## Biographie

### Carrière en club
Gerald Messlender évolue principalement en faveur de l'Admira Wacker Vienne et du Swarowski Tirol.
Il dispute un total de 225 matchs en première division autrichienne, inscrivant 26 buts. Il se classe troisième du championnat autrichien en 1987 et 1993.
Au sein des compétitions européennes, il dispute dix matchs en Coupe de l'UEFA, et cinq en Coupe des coupes. Il est demi-finaliste de la Coupe de l'UEFA en 1987 avec le Swarowski Tirol, en étant battu par le club suédois de l'IFK Göteborg.

### Carrière en sélection
Gerald Messlender joue 15 matchs en équipe d'Autriche (14 selon certaines sources), sans inscrire de but, entre 1982 et 1987.
Il reçoit sa première sélection en équipe nationale le 16 novembre 1983, contre la Turquie, lors d'un match rentrant dans le cadre des éliminatoires de l'Euro 1984 (défaite 3-1 à Istanbul). 
Il joue ensuite deux matchs, contre la Hongrie et les Pays-Bas, rentrant dans le cadre des éliminatoires du mondial 1986.
Il dispute enfin trois rencontres comptant pour les tours préliminaires de l'Euro 1988.
Il est retenu par les sélectionneurs Felix Latzke et Georg Schmidt afin de participer à la Coupe du monde de 1982 organisée en Espagne. Lors du mondial, il ne joue aucun match.

## Palmarès
| Swarowski Tirol - Coupe d'Autriche : - Finaliste : 1986-87. |  | Admira Wacker Vienne - Coupe d'Autriche : - Finaliste : 1991-92. - Supercoupe d'Autriche : - Finaliste : 1992. |